# 红绿联盟
紅綠聯盟（英語： / ）在政治上指的是由“紅色”（社會民主主義或民主社會主義）政黨與“綠色”（綠色政治偶爾包括農業主義）政黨所組成的政黨聯盟。這個聯盟基於雙方共同的左翼政治觀點，尤其是對企業和資本主義制度的共同不信任。“紅色”的社會民主政黨側重關注資本主義對工人階級的影響，而“綠色”的環保主義政黨則側重關注資本主義對環境保護的影響。

## 紅綠聯合政府
本章節列舉了自1990年代以來的歐洲各主要國家的紅綠聯合政府。
| 國家   | 執政時期              | 時任政府首腦        | 加盟政黨 |
| ------ | --------------------- | ------------------- | --- |
| 德国   | 1998年9月—2005年9月   | 格哈特·施羅德       | 德國社會民主黨、聯盟90/綠黨                                                                                              |
| 德国   | 2024年11月—2025年5月  | 奧拉夫·蕭茲         | 德國社會民主黨、聯盟90/綠黨                                                                                              |
| 法國   | 1997年6月—2002年5月   | 利昂內爾·若斯潘     | 社會黨、綠黨、法國共產黨等                                                                                               |
| 法國   | 2012年5月—2014年3月   | 让-馬克·埃羅        | 社會黨、左派激進黨、歐洲生態—綠黨                                                                                        |
| 法國   | 2014年8月—2016年12月  | 曼紐爾·瓦爾斯       | 社會黨、左派激進黨、生態黨                                                                                               |
| 法國   | 2016年12月—2017年5月  | 貝爾納·卡澤納夫     | 社會黨、左派激進黨、生態黨                                                                                               |
| 芬兰   | 1995年4月—2002年5月   | 帕沃·利波寧         | 芬蘭社會民主黨、綠色聯盟                                                                                                 |
| 芬兰   | 2019年6月—2019年12月  | 安蒂·林內           | 芬蘭社會民主黨、芬蘭中間黨、綠色聯盟、左翼聯盟、芬蘭瑞典族人民黨                                                         |
| 芬兰   | 2019年12月—2023年6月  | 桑娜·馬林           | 芬蘭社會民主黨、芬蘭中間黨、綠色聯盟、左翼聯盟、芬蘭瑞典族人民黨                                                         |
| 挪威   | 2005年9月—2013年10月  | 延斯·斯托爾滕貝格   | 工黨、社會主義左翼黨、中間黨                                                                                             |
| 冰島   | 2009年2月—2013年5月   | 約翰娜·西於爾扎多蒂 | 聯盟—冰島社會民主黨、左翼—綠色運動                                                                                       |
| 義大利 | 1996年5月—1998年10月  | 羅馬諾·普羅迪       | 左派民主黨、義大利人民黨、義大利復興黨、綠色聯盟、民主聯盟                                                               |
| 義大利 | 1998年10月—1999年12月 | 馬西莫·達萊馬       | 左翼民主人士、爭取共和民主聯盟、義大利復興黨、義大利共產黨人黨、綠色聯盟、義大利民主社會主義人士、                       |
| 義大利 | 1999年12月—2000年4月  | 馬西莫·達萊馬       | 左翼民主人士、義大利人民黨、民主人士、爭取歐洲民主聯盟、義大利共產黨人黨、義大利復興黨、綠色聯盟                         |
| 義大利 | 2000年4月—2001年6月   | 朱利亞諾·阿馬托     | 左翼民主人士、義大利人民黨、民主人士、綠色聯盟、義大利共產黨人黨、爭取歐洲民主聯盟、義大利復興黨、義大利民主社會主義人士 |
| 義大利 | 2006年5月—2008年5月   | 羅馬諾·普羅迪       | 左翼民主人士、民主即自由—菊花、重建共產黨、拳中玫瑰、義大利價值、義大利共產黨人黨、綠色聯盟、爭取歐洲民主聯盟            |
| 丹麦   | 2011年10月—2014年2月  | 赫勒·托寧-施密特    | 社會民主黨、丹麥社會自由黨、社會主義人民黨                                                                               |
| 瑞典   | 2014年10月—2019年1月  | 斯特凡·勒文         | 瑞典社會民主工人黨、綠色環境黨、（獲左翼黨信任供給）                                                                     |
| 瑞典   | 2019年1月—2021年7月   | 斯特凡·勒文         | 瑞典社會民主工人黨、綠色環境黨、（獲中間黨與自由黨信任供給）                                                             |
| 瑞典   | 2021年7月—2021年11月  | 斯特凡·勒文         | 瑞典社會民主工人黨、綠色環境黨、（獲中間黨與左翼黨信任供給）                                                             |
| 瑞典   | 2021年11月—2022年10月 | 瑪格達萊娜·安德松   | 瑞典社會民主工人黨、（獲中間黨、左翼黨與綠色環境黨信任供給）                                                             |
| 葡萄牙 | 2015年11月—2019年10月 | 安東尼奧·科斯塔     | 社會黨、（獲左翼集團、葡萄牙共產黨和生態主義黨“綠黨”信任供給）                                                           |

## 紅紅綠聯盟
“紅紅綠聯盟”或“紅綠紅聯盟”指的是由兩個“紅色”政黨，可能是民主社會主義政黨、社會民主主義政黨、社會主義政黨或共產主義政黨；一個“綠色”政黨，可能是綠色政治政黨或環保主義政黨組成。